# Dendroplex
Dendroplex är ett litet fågelsläkte i familjen ugnfåglar inom ordningen tättingar. Släktet omfattar endast två arter med utbredning från Panama till norra Argentina:
- Várzeaträdklättrare (D. kienerii)
- Svärdnäbbad trädklättrare (D. picus)